# Canton de Rochefort-sur-Nenon
Le canton de Rochefort-sur-Nenon est une ancienne division administrative française, située dans le département du Jura et la région Franche-Comté.

## Histoire
De 1833 à 1848, les cantons de Gendrey et de Rochefort avaient le même conseiller général. Le nombre de conseillers généraux était limité à 30 par département.

## Administration

### Conseillers d'arrondissement (de 1833 à 1940)
| Période                                  | Période | Identité            | Étiquette   | Qualité |
| ---------------------------------------- | ------- | ------------------- | ----------- | --- |
| 1833                                     | 1845    | Jean Nicolas Dalloz |             | Maire de Rainans                                                                                            |
| 1845                                     | 1848    | Jean Claude Poux    |             | Juge de paix de Rochefort, propriétaire et ancien maire de Brevans                                          |
|                                          |         |                     |             | |
| 1895                                     |         | M. Dugourd          | Républicain | |
|                                          |         |                     |             | |
| 1919                                     | 1940    | Jules Gadriot       | Rad.        | Propriétaire à Archelange                                                                                   |
| 1940                                     |         |                     |             | Les conseils d'arrondissement ont été suspendus par la loi du 12 octobre 1940 et n'ont jamais été réactivés |
| Les données manquantes sont à compléter. |         |                     |             | |

### Conseillers généraux de 1833 à 2015
| Période | Période          | Identité                                                  | Étiquette             | Qualité |
| ------- | ---------------- | --------------------------------------------------------- | --------------------- | --- |
| 1833    | 1848             | Charles Louis Augustin Spicrenaël (1804-1892)             |                       | Avoué à la Cour Impériale de Paris puis conseiller à la Cour de Besançon                                                                     |
| 1848    | 1855             | Emile de Marenche (1808-1878)                             |                       | Chef d'escadron d'état-major Maire de Nenon                                                                                                  |
| 1855    | 1871             | Pierre-François Vautherin (1814-?)                        |                       | Propriétaire et maître de forges à Nenon, domicilié à Fraisans                                                                               |
| 1871    | 1880             | Roger Gabriel de Toytot (1832-1906)                       | Droite                | Propriétaire Maire de Rainans |
| 1880    | 1886             | Jean-Baptiste Bourgeois dit Bourgeois du Jura (1831-1900) | Républicain           | Directeur d'une maison de commerce Député (1885-1900), Sénateur (1897) Conseiller municipal de Dole                                          |
| 1886    | 1892             | Roger Gabriel de Toytot                                   | Droite                | Maire de Rainans |
| 1892    | 1906 (démission) | Emile Renaud                                              | Républicain           | Négociant, maire de Dole (1896-1904) |
| 1906    | 1910             | Albert de Toytot (1863-1945)                              | Act.lib.              | Viticulteur à Rainans |
| 1919    | 1940             | Robert Gaillardot (1878-?)                                | Rad.ind.              | Médecin à Jouhe |
|         |                  |                                                           |                       | |
| 1945    | 1976             | Raymond Bonnet (1910-?)                                   | RGR puis CNI          | Instituteur à Dole |
| 1976    | 1982             | Jean Cordier (1927-?)                                     | PS                    | Instituteur à Jouhe |
| 1982    | 1994             | Gérard Fernoux-Coutenet (1943-2...)                       | UDF                   | Maire de Rochefort-sur-Nenon, restaurateur                                                                                                   |
| 1994    | 2001             | Guy Dumélie (1953-2...)                                   | PS                    | Consultant-formateur de Lavans-lès-Dole |
| 2001    | 2015             | Franck David (1949-2...)                                  | DVD puis UMP puis UDI | Maire de Rainans (1989-2020), vétérinaire Vice-président de la Communauté d'agglomération du Grand Dole Elu en 2015 dans le canton d'Authume |

## Composition
Le canton de Rochefort-sur-Nenon regroupait les dix-huit communes suivantes :
| Nom                             | Code Insee | Intercommunalité | Superficie (km2) | Population (dernière pop. légale) | Densité (hab./km2) |
| ------------------------------- | ---------- | ---------------- | ---------------- | --------------------------------- | ------------------ |
| Rochefort-sur-Nenon (chef-lieu) | 39462      | CA Grand Dole    | 10,20            | 627 (2014)                        | 61                 |
| Amange                          | 39008      | CA Grand Dole    | 6,77             | 420 (2014)                        | 62                 |
| Archelange                      | 39014      | CA Grand Dole    | 5,09             | 232 (2014)                        | 46                 |
| Audelange                       | 39024      | CA Grand Dole    | 4,64             | 280 (2014)                        | 60                 |
| Authume                         | 39030      | CA Grand Dole    | 7,52             | 819 (2014)                        | 109                |
| Baverans                        | 39042      | CA Grand Dole    | 3,41             | 498 (2014)                        | 146                |
| Brevans                         | 39078      | CA Grand Dole    | 3,63             | 658 (2014)                        | 181                |
| Châtenois                       | 39121      | CA Grand Dole    | 8,03             | 367 (2014)                        | 46                 |
| Éclans-Nenon                    | 39205      | CA Grand Dole    | 25,83            | 387 (2014)                        | 15                 |
| Falletans                       | 39220      | CA Grand Dole    | 24,35            | 397 (2014)                        | 16                 |
| Gredisans                       | 39262      | CA Grand Dole    | 2,37             | 140 (2014)                        | 59                 |
| Jouhe                           | 39270      | CA Grand Dole    | 5,96             | 570 (2014)                        | 96                 |
| Lavangeot                       | 39284      | CA Grand Dole    | 2,41             | 126 (2014)                        | 52                 |
| Lavans-lès-Dole                 | 39285      | CA Grand Dole    | 10,27            | 333 (2014)                        | 32                 |
| Menotey                         | 39323      | CA Grand Dole    | 5,02             | 281 (2014)                        | 56                 |
| Rainans                         | 39449      | CA Grand Dole    | 3,67             | 252 (2014)                        | 69                 |
| Romange                         | 39465      | CA Grand Dole    | 5,49             | 198 (2014)                        | 36                 |
| Vriange                         | 39584      | CA Grand Dole    | 5,78             | 148 (2014)                        | 26                 |

## Démographie
| 1962  | 1968  | 1975  | 1982  | 1990  | 1999  | 2006  | 2011  | 2012  |
| ----- | ----- | ----- | ----- | ----- | ----- | ----- | ----- | ----- |
| 4 007 | 3 936 | 4 008 | 4 721 | 5 535 | 5 869 | 6 147 | 6 520 | 6 593 |